# Louis Giry
Louis Giry (* 8. Februar 1596 in Paris; † 28. Juli 1665 ebenda) war ein französischer Anwalt, Literat und Übersetzer. Er war Mitglied der Académie française.

## Leben und Werk
Louis Giry war Anwalt im Parlement de Paris. Er gehörte zum Beraterkreis Richelieus, dann Mazarins. Außerhalb seines Berufslebens tat er sich als Übersetzer hervor. 40 Jahre lang übersetzte er bedeutende Texte aus dem Italienischen, Lateinischen und Griechischen, wobei es ihm vor allem auf die schöne Zielsprache ankam. 1636 wurde er in die Académie française gewählt, der er 30 Jahre lang angehörte.
Louis Giry war der Vater des Paulaners François Giry (1635–1688), Autor zahlreicher geistlicher Schriften.

## Werke (Übersetzungen)
- Traiano Boccalini: Pierre de touche politique tirée du Mont de Parnasse où il est traitté du gouvernement des principales monarchies du monde. Jacques Villery, Paris 1626.
- Tacitus oder Quintilian: Des causes de la corruption de l’éloquence, dialogue attribué par quelques-uns à Tacite, & par autres à Quintilien. Paris 1630.
- Tertullian: Apologétique ou Défense des Chrétiens contre Les Accusations des Gentils. Paris 1636.
- (mit Nicolas Perrot d’Ablancourt, Pierre Du Ryer und Olivier Patru) Cicero: Huit Oraisons de Cicéron. Paris 1638.
- (mit Pierre Du Ryer) Isokrates: De la Louange d’Hélène et de Busire. Camusat, Paris 1640.
- Isaac Habert (1600–1668): De l’union de l’Église avec l’État. P. Blaise, Paris 1641.
- Plato: Apologie de Socrate et Criton, dialogue. Vve J. Camusat, Paris 1643.
- Sulpicius Severus: Histoire sacrée. A. Courbé, Paris 1652.
- Cicero: Brutus. A. Courbé, Paris 1653.
- Augustinus: Epîtres choisies. 4 Bde. Le Petit, Paris 1653–1658.
- (mit Pierre Du Ryer) Cicero: Les Tusculanes. Sommaville, Paris 1655.
- Tertullian: De la Chair de Jésus-Christ, et de la Résurrection de la chair. Le Petit, Paris 1661.
- Augustinus: De la cité de Dieu. Bücher 1–10. 2 Bde. Le Petit, Paris 1665–1667.